# 泰尼亞

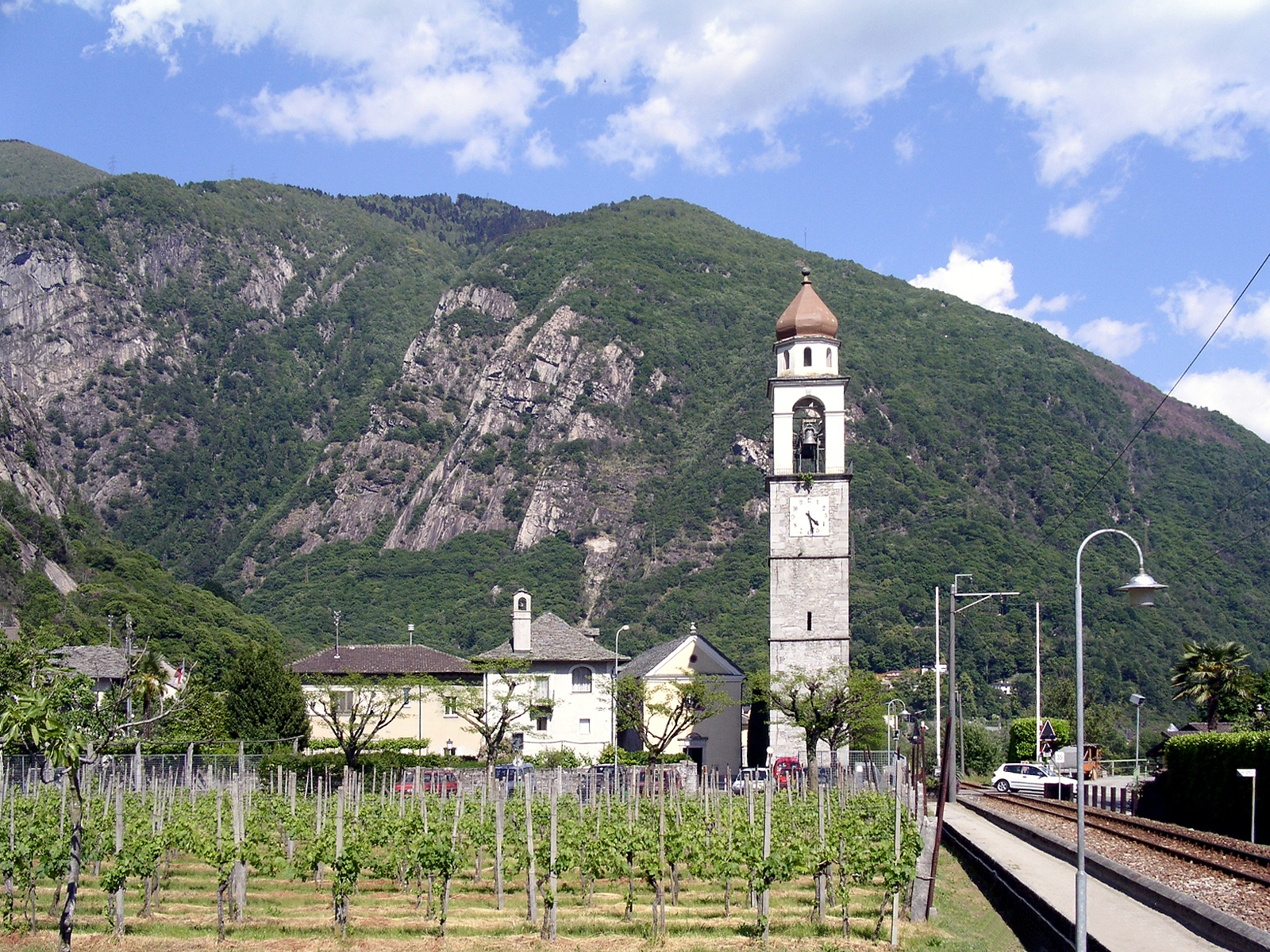

泰尼亞是瑞士的城鎮，位於該國南部，由提契諾州負責管轄，面積2.89平方公里，海拔高度255米，2011年人口749，七成人口信奉羅馬天主教，人口密度每平方公里259人。